# Juho Olkinuora
Juho Olkinuora (Helsinque, 4 de novembro de 1990) é um jogador de hóquei no gelo finlandês. Atualmente joga pelo Metallurg Magnitogorsk da Kontinental Hockey League (KHL).
Olkinuora jogou hóquei júnior na América do Norte antes de frequentar a Universidade de Denver para jogar na Western Collegiate Hockey Association. Ele foi contratado após sua segunda temporada com os Pioneers pelo Winnipeg Jets da National Hockey League (NHL) em 8 de abril de 2013. Nos Jogos Olímpicos de Inverno de 2022 em Pequim, conquistou a medalha de ouro no torneio masculino.